# Corpus Iuris Fridericianum
Corpus iuris Fridericianum war die am 26. April 1781 verkündete preußische Zivilprozessordnung. Angefertigt und ausgearbeitet von Carl Gottlieb Svarez (1746–1798) und Großkanzler Johann Heinrich Casimir Graf von Carmer (1720–1801), der Chef de justice von Friedrich II. (Friedrich der Große) war. Das Corpus iuris Fridericianum war das Ergebnis einer lange vorgeplanten Zivilprozeßrechtsreform.

## Entstehungsgeschichte
Im Jahr 1746 erließ Friedrich II. von Preußen eine Kabinettsorder, dessen Motiv die Vereinheitlichung der territorialen Rechte und die Entscheidungsfähigkeit über gemeinrechtliche Streitfragen war. Der unter dem Einfluss Voltaires und Montesquieus stehende Friedrich II. forderte verständliche Gesetze, die auf natürlich vernünftigen Erwägungen eines Rechtssystems basieren sollten.
Ein erster Entwurf eines Corpus Iuris Fridericianum wurde durch Samuel von Cocceji (1679–1755) erstellt. Das letztlich unvollendet gebliebene Gesetz orientierte sich weitgehend am römischen Recht. Die Arbeiten stockten während des Siebenjährigen Krieges (1756–1763). Der Müller-Arnold-Fall führte 1779 zur Wiederaufnahme der Arbeiten durch Carl Gottlieb Svarez und Großkanzler Johann Heinrich Casimir Graf von Carmer, so dass am 26. April 1781 die preußische Zivilprozessordnung verkündet wurde. In der Folge wurde die Kodifikation des Allgemeinen Landrechts weiter vorangetrieben und dabei die Rolle des Königs im Verhältnis zur Judikative in Preußen neu überdacht. Das Corpus Iuris Fridericianum wurde 1794 durch das naturrechtlich geprägte Preußische Allgemeine Landrecht abgelöst.
Eine nahezu parallele Entwicklung nahm Österreich mit dem im Jahr 1766 geschaffenen, jedoch nicht in Kraft getretenen Codex Theresianus, dessen Inhalte 1811 letztlich im ABGB aufgingen.